# Louzac-Saint-André
Louzac-Saint-André là một xã thuộc tỉnh Charente trong vùng Nouvelle-Aquitaine tây nam nước Pháp. Xã này có độ cao trung bình 74 mét trên mực nước biển.